# Giuseppina Servodio
Giuseppina Servodio (Bari, 19 marzo 1950) è una politica italiana.

## Biografia
Proviene dal mondo cattolico, in particolare dall'Azione Cattolica per poi approcciarsi alla sinistra di base, corrente della Democrazia Cristiana. Inizia la sua carriera politica nella sua città natale Bari come primo presidente donna della circoscrizione Japigia-Torre a Mare. Partecipa alle elezioni politiche in Italia del 1976, per volere di Benigno Zaccagnini, viene candidata nel collegio Bari-Foggia senza essere eletta, risultando seconda in preferenze. Viene ricandidata alle elezioni politiche in Italia del 1994 con il Partito Popolare Italiano di Martinazzoli risultando eletta. Viene ricandidata nel 2001 e nel 2006 con La Margherita, nel 2008 con il Partito Democratico fino al 2013, dove perde le elezioni al Senato.
Nella sua carriera parlamentare si impegnò per la Riforma del Commercio  e per la promozione a caso nazionale  dell'incendio del teatro Petruzzelli.